# Nightshade (cómic)
Nightshade (Tilda Johnson) (en español, Sombra Nocturna), anteriormente conocida como Dra. Nightshade y Deadly Nightshade, es un personaje ficticio que aparece en los cómics estadounidenses publicados por Marvel Comics. Presentada como una supervillana opuesta al Capitán América, Falcon, Power Man, Iron Fist y Pantera Negra, más tarde se reforma, convirtiéndose en la superheroína Nighthawk y uniéndose a los Vengadores en 2017.
En 2018, Gabrielle Dennis interpretó al personaje en la segunda temporada de la serie de Universo cinematográfico de Marvel (UCM) Luke Cage (2018), representada como la hija de Mariah Dillard. En junio de 2017, Nabiyah Be confirmó que había sido elegida como Johnson en la película del UCM Black Panther (2018), representada como la novia de Killmonger, con planes para que repita el papel en futuras películas; después de que se anunció que Dennis había sido elegida como Johnson en Luke Cage en julio de 2017, el personaje de Be pasó a llamarse Linda Johnson en las nuevas tomas, con el personaje asesinado en el transcurso de la película.

## Historial de publicaciones
Nightshade apareció por primera vez en Capitán América # 164 y fue creado por Steve Englehart y Alan Lee Weiss.

## Biografía del personaje ficticio

### Reina de los Hombres Lobo
Tilda Johnson nació en la pobreza en la ciudad de Nueva York. A una edad temprana, descubrió que tenía una aptitud natural para la ciencia. Cuando era adolescente, utilizó su amplio conocimiento para comenzar una carrera como científica criminal. La Garra Amarilla la ayudó a desarrollar un método para convertir humanos normales en obedientes criaturas tipo hombre lobo, e intentó transformar a los convictos en un ejército de hombres lobo, pero ambos fueron derrotados por el Capitán América y S.H.I.E.L.D. Más tarde tomó el control de una instalación de S.H.I.E.L.D. y usó feromonas para obligar al Capitán América a luchar contra Falcon, pero fue derrotado. Ella choca con Power Man y Iron Fist en varias ocasiones.
Nightshade más tarde apareció como el segundo al mando de las Femizons de Superia. Ella ayudó a desarrollar un suero para transformar a los hombres en mujeres que usó en el Capitán América y el Paladín. Ella también ayudó a Superia a desarrollar su bomba de esterilización.Ella también estuvo involucrada en un plan con Dredmund Druid, aunque como agente doble para Superia. Usó un suero para transformar al Capitán América y la gente común de Starkesboro, Massachusetts en pseudo-hombres lobo. Es famosa tanto en los círculos de lectura de cómics como en los supervillanos por haber convertido al Capitán América en un hombre lobo conocido como "Cap Wolf" durante un breve período de tiempo.

### 11 de M.O.D.O.K.
Nightshade se unió a los 11 de M.O.D.O.K., con el objetivo principal de robar la poderosa Hypernova. Se reveló después de su última batalla contra la Pantera Negra, ella trató de comenzar su vida sin ningún delito. Sin embargo, como ella era autodidacta y no tenía títulos oficiales, el único trabajo médico que pudo obtener fue como recepcionista en un hospital. Después de señalar un error de uno de los médicos, fue despedida de inmediato y pensó en suicidarse, hasta que M.O.D.O.K. se puso en contacto con ella y la contrató para el atraco. Ella había "agotado todas mis segundas oportunidades" y no podía permitirse bajar a M.O.D.O.K. Desarrolló una amistad con sus compañeros de equipo Armadillo y Puma, y lo demostró con fuerza cuando respaldó a Puma para salvar la vida del Láser Viviente (y en secreto dándole sus poderes de Puma a través de su "suero de hombre lobo"). Los tres fueron los únicos villanos que permanecieron leales a M.O.D.O.K. y obtuvieron su efectivo (con un bono); parecen estar pegados, y ella se ofreció a ayudar a Puma con su defensa legal.

### Shadowland
Durante el argumento de Shadowland, Nightshade organizó Flashmob (un grupo de antiguos enemigos de Luke Cage formado por Chemistro III, Cheshire Cat, Comanche, Dontrell "Cockroach" Hamilton, Sr. Pez II y Spear) para enfrentarse al nuevo Power Man, Víctor Álvarez. Aunque Flashmob fue derrotado y encarcelado en la Isla Ryker, el abogado de Nightshade Big Ben Donovan menciona que tiene planes para liberarlos de la Isla Ryker. Donovan pudo asegurar la liberación de Dontrell Hamilton, Fish y Spear, pero Chemistro, Cheshire Cat y Comanche tuvieron que permanecer encarcelados debido a las órdenes y / o violaciones de la libertad condicional.
Durante la historia de Spider-Island, Nightshade es uno de los villanos que han sido infectados por las chinches que le otorgaron poderes araña. Ella junto a Cottonmouth y Flashmob terminaron luchando contra Heroes for Hire.

### Reformación
Una Nightshade reformada más tarde se alía con el Nighthawk de Tierra-31916, ayudándolo a defender a Chicago de un grupo de nacionalistas blancos llamados Verdaderos Patriotas, y un supremacista negro conocido como "El Revelador". Ella lo deja poco después para unirse a Hawkeye y al grupo de Red Wolf.
Algún tiempo después, el grupo se detiene en Dungston, Iowa, cuando su camioneta se descompone. Hawkeye llama a Wheels Wolinski para ayudar a arreglar la furgoneta hasta que se revela que algunos de los residentes son Skrulls, que están siendo perseguidos por hombres misteriosos. Mientras Hawkeye, Red Wolf y Nightshade están luchando, Wolinski descubre que la camioneta tiene un sistema de inteligencia artificial, que lo convence de ayudar en la lucha. Más tarde se revela que los atacantes también son Skrulls, liderados por Super-Skrull. Wolinski luego logra convertir la camioneta en un gran robot y derrota a Super-Skrull. Hawkeye luego negocia con Nick Fury, Jr. para proporcionar protección a los residentes de la ciudad.

### Convertirse en Nighthawk
Durante la historia del Imperio Secreto, mientras Hawkeye se une a la resistencia clandestina tras la toma de control de Hydra en los Estados Unidos, el resto del equipo reúne su propio ejército de resistencia para ayudar a las personas en las zonas rurales afectadas por el trato cruel de Hydra. Tilda también revela que ella se convirtió en la nueva Nighthawk, después de que la primera fue asesinada por los soldados de Hydra. Después de varias victorias exitosas, la resistencia se dirige a una base secreta en Dakota del Sur y se prepara para su próximo ataque hasta que las fuerzas de Hydra invadan la base. Durante la batalla, Red Wolf y Tilda mantienen una conversación privada, en la que ambos confiesan sus sentimientos mutuos y comparten un beso. Luego se dirigen a ayudar a la resistencia a vencer a Hydra.

## Poderes y habilidades
Tilda Johnson es una extraordinaria genio y ampliamente autodidacta en genética, bioquímica, cibernética, robótica y física. También obtuvo un doctorado de una universidad no divulgada mientras estaba en prisión.
Nightshade a veces usa una armadura de batalla protectora, incluyendo espinas plateadas para protegerse del ataque de los hombres lobo. Ella ha creado una variedad de armas avanzadas, y ha construido numerosos robots humanoides. Ella creó un suero químico para transformar humanos normales en hombres lobo bajo su control y ha usado feromonas concentradas para controlar a los hombres a través de su encanto.
Nightshade aparentemente secreta feromonas químicas de su cuerpo que afectan la voluntad de ciertos animales, incluidos los hombres lobo, haciéndolos obedientes a sus órdenes.

## Otros personajes llamados Nightshade

### Netherworld Nightshade
El hombre también conocido como Nightshade es del Netherworld y el hermano gemelo de Wolfsbane. Él empuñó a Excalibre pero su espada fue destrozada por el Caballero Negro. Podría transformarse en un cuervo gigante y usar la espada encantada Nightbringer.

### Nightshade 2099
En el futuro alternativo establecido en 2099 AD, Nightshade 2099 es una organización de investigación que rivaliza con Alchemax. Los miembros incluyeron a Angela Daskalakis, Miss Pivot y Travesty. Todos sus miembros fueron asesinados.

## En otros medios

### Marvel Cinematic Universe
Dos encarnaciones de Nightshade aparecen en la franquicia de medios del Universo cinematográfico de Marvel (UCM).
- Tilda Johnson aparece en la segunda temporada de la serie UCM de Netflix, Luke Cage, interpretada por Gabrielle Dennis.[26] Ella es la hija distanciada de Mariah Dillard, y su nombre de nacimiento es Matilda Maybelline Dillard. Producto de las constantes violaciones de Mariah por su tío abuelo Pete, Mariah tuvo a Tilda después de que su abuela "Mama" Mabel Stokes no le permitiera abortar. Durante toda su vida, Tilda creía que su padre era el fallecido esposo de Mariah, Jackson Dillard, y que fue criada por los primos de Mariah, los Johnson (explicando su apellido diferente). Las circunstancias de la concepción de Tilda llevaron a Mariah a tener una relación tensa con ella a lo largo de los años. De los otros miembros de la familia Stokes, Tilda era la más cercana con Cottonmouth.[27] En la segunda temporada, Tilda trabaja como un médico holístico. Mariah, a sugerencia de su publicista, intenta reconectarse con Tilda y un esfuerzo por utilizarla para publicidad, a lo que ella accede a regañadientes. Tilda no se llama a sí misma "Nightshade", con el nombre aludido en su lugar, ya que ella vende una hierba llamada belladona, que es parte de la receta que le da a Bushmaster sus poderes curativos.[28] Inicialmente forzado por uno de los secuaces de Bushmaster para ayudar a salvarlo, ella comienza a darle más de él y lo cubre una vez que la Detective Misty Knight y la policía comienzan a buscarlo. Mientras estaba bajo protección policial luego de un ataque de Bushmaster, Mariah luego le cuenta a Tilda la verdad sobre su padre, sus crímenes y la muerte de Cottonmouth.[27] El disgusto de Tilda con Mariah llega a su punto de ebullición cuando orquesta el asesinato de varias personas inocentes en un esfuerzo por derrotar a Bushmaster.[29] Esto lleva a Tilda a desconocer a Mariah y eventualmente, envenenarla fatalmente en la cárcel. Después de que mata a Mariah, Tilda supone que todo en el testamento de su madre se lo dejará a ella, pero Mariah deja el Harlem's Paradise a Luke, y solo deja el piano de Cottonmouth a Tilda. Esto amplifica la intensidad y la relación contenciosa entre ella y Luke. En un cliffhanger final de la temporada 2, se la ve luciendo los famosos afro narcisos de los libros de historietas, mientras ingresa al Post-Stokes / Dillard Harlem's Paradise con Luke en la habitación de la cual Cornell y Mariah una vez dirigieron su sindicato.[30]
- En junio de 2017, Nabiyah Be confirmó que había sido elegida como Tilda Johnson en la película de UCM Black Panther (2018), representada como la novia de Killmonger, con planes para que repita el papel en futuras películas; después de que se anunciara que Dennis había sido elegida como Johnson en Luke Cage en julio de 2017, el personaje de Be pasó a llamarse Linda Johnson en las nuevas tomas, y el personaje fue asesinado en el transcurso de la película, filmado por Killmonger para que Ulysses Klaue no pueda usarla como una rehén.[3][4][5]